# آلبرت میلتون
آلبرت میلتون (انگلیسی: Albert Milton؛ ۱۸۸۵ – ۱۱ اکتبر ۱۹۱۷ (aged 31)) بازیکن فوتبال اهل پادشاهی متحد بریتانیای کبیر و ایرلند بود.
از باشگاه‌هایی که در آن بازی کرده‌است می‌توان به باشگاه فوتبال بارنزلی اشاره کرد.